# Zeynep Çelik
Zeynep Çelik, née le 7 avril 1996 à Ağrı (Turquie), est une judokate handisport kurde, concourant en -57 kg. Après un titre mondial (2018) et deux titres européens (2017, 2019), elle est médaillée de bronze paralympique (2021).

## Carrière
En 2018, elle bat la Japonaise Junko Hirose par waza-ari et remporte l'or aux Mondiaux à Odivelas. C'est la première fois qu'une Turque remporte l'or aux Mondiaux de judo handisport.
Aux Jeux paralympiques d'été de 2020, elle remporte sa première médaille paralympique en montant sur la troisième marche du podium.

## Palmarès
| Date | Compétition                     | Lieu     | Place |
| ---- | ------------------------------- | -------- | ----- |
| 2017 | Championnats d'Europe           | Walsall  | 1re   |
| 2017 | Jeux de la solidarité islamique | Bakou    | 3e    |
| 2018 | Championnats du monde           | Odivelas | 1re   |
| 2019 | Championnats d'Europe           | Gênes    | 1re   |
| 2021 | Jeux paralympiques              | Tokyo    | 3e    |